# Pride and Prejudice (1938)
Pride and Prejudice é uma série produzida em 1938, com um total de 55 minutos, tendo como tema o livro homônimo de Jane Austen, escrito em 1813. Apresenta Curigwen Lewis e Andrew Osborn nos papéis de Elizabeth Bennet e Fitzwilliam Darcy.

## Elenco
- Curigwen Lewis  .... Elizabeth Bennet
- Andrew Osborn  .... Sr. Darcy
- Allan Jeayes .... Sr. Bennet
- Antoinette Cellier  .... Jane Bennet
- Dorothy Green  .... Lady Catherine de Bourgh
- Mervyn Johns  .... Sir William Lucas
- André Morell  .... Sr. Wickham
- John Whiting  .... Serviçal, farmacêutico
- Richard Gilbert  .... Sr. Denny
- Bettina Stern  .... Serviçal